# JAW (Gruppe)
JAW ist eine Band der drei Lüneburger Musiker Pascal Finkenauer (Gitarre und Gesang), Sebastian Steffens (Keyboards) und Kristian Draude (Schlagzeug).
Im Jahr 2000 erschien ihr erstes und einziges Album "No Blue Peril" mit Electropop-Liedern, in denen sich Einflüsse aus  Drum and Bass, Techno und Rock vermischen, zu Texten, die sich einer Metaphorik bedienen.
Die später wieder eingestellte Website Jawfactory.com sollte ausgehend von der Musik von JAW eine Plattform für Künstler unterschiedlicher Richtungen bilden. Die Bandmitglieder selber beschäftigen sich u. a. mit Schreiben, Photographie und Kurzfilmen.
Der Name sowohl der Band als auch des Albums spielt auf die Zerrissenheit des Menschen zwischen Euphorie und Chaos im Leben an und bedient sich der Metapher der Grenzüberschreitung beim Surfen auf einer Riesenwelle, in Anlehnung an den Strand Jaws auf Maui, der für seine Wellen berühmt ist.
Ein zweites Album namens "Le Roxy" befand sich angeblich in Arbeit, wurde aber nie veröffentlicht. Der Sänger Pascal Finkenauer beschäftigt sich seit 2004 mit Soloprojekten. Programmierer und Keyboarder Sebastian Steffens hat 2010 ein Soloalbum herausgebracht (JFSebastian: Hundeleben), am 3. März 2012 erschien der Nachfolger "Bar Le Canard". Schlagzeuger Kristian Draude arbeitete zwischenzeitlich als Model und präsentierte unter anderem Herrenmode im Otto-Katalog.